# 2025 în România
2020 - 2021 - 2022 - 2023 - 2024

Acest articol prezintă evenimente marcante din anul 2025 în România.

## Evenimente

### Ianuarie
- 1 ianuarie - România și Bulgaria intră în Spațiul Schengen.
- 3 ianuarie - Protest în Piața Victoriei. S-a cerut reluarea turului doi al alegerilor prezidențiale.
- 24/25 ianuarie - Coiful dacic de la Coțofenești și trei brățări dacice din aur au fost furate din Muzeul Drents.[1]

### Februarie
- 12 februarie - După demisia lui Klaus Iohannis,[2] mandatul de președinte interimar al României pentru funcția vacantă a fost preluat de către Ilie Bolojan[3]  până la următoarele alegeri prezidențiale.

### Martie
- 1 martie - Protest AUR pentru demiterea Guvernului Ciolacu și reluarea turului doi al alegerilor prezidențiale.

## Decese
- Neculai Iorga (2 mai 1933 - 8 ianuarie 2025), 91, pictor.
- Marius Ciugarin (20 noiembrie 1949 - 9 ianuarie 2025), 75, fotbalist (Steaua București, FC Brașov, Progresul București).
- Vasile Ardeleanu (5 februarie 1974 - 16 ianuarie 2025), 50, fotbalist (FCM Bacău, Focșani, FC Onești).
- Nicolae Oaidă (9 aprilie 1933 - 18 ianuarie 2025), 91, fotbalist (Progresul București, Echipa națională de fotbal a României) și manager (Tractorul Brașov).
- Ion Diaconescu (1956 - 21 ianuarie 2025), 67, fotbalist (Steaua București, Oțelul Galați, Dunărea Galați).

## Legături externe
Materiale media legate de 2025 în România la Wikimedia Commons